# Demetrios Zenos
Demetrios Zenos (Δημήτριος Ζηνός, Dēmētrios Zēnós oder Dimítrios Zinós; * um 1500; † um 1540) war ein griechischer Korrektor und Autor in Venedig.
Er wurde etwa 1500 auf der griechischen Insel Zakynthos geboren.
Er ging nach Venedig, wo er von Andreas Kunadis und Damiano Santa Maria gefördert wurde. Er arbeitete als Korrektor in der Druckerei der Brüder Giovanni Antonio und Stefano Nicolini da Sabbio für deren Drucke in griechischer Sprache. Außerdem war er als Kopist und Übersetzer tätig.
1530 verfasste er eine neugriechische Paraphrase der späthellenistischen Batrachomyomachia.
Nach 1540 gibt es keine Nachrichten mehr über ihn.
1837 gab Friedrich Wilhelm August Mullach eine kommentierte zweisprachige griechisch-lateinische Edition seiner Batrachomyomachia-Paraphrasen heraus.

## Ausgaben
- Demetrii Zeni Paraphrasis Batrachomyomachiae vulgari Graecorum sermone scripta. Quam collatis superioribus editionibus recensuit, interpretatione Latina instruxit et commentariis illustravit Fr. Guil. Aug. Mullachius. Berlin 1837.
- Caterina Carpinato (Hrsg.): La Batrachomyomachia di Dimitrios Zinos, in: dieselbe, Varia posthomerica neograeca, Mailand 2006, S. 323–351